# Eš
Eš – gmina w Czechach, w powiecie Pelhřimov, w kraju Wysoczyna. Według danych z dnia 1 stycznia 2014 liczyła 63 mieszkańców.
Nazwa wsi jest najkrótszą w Czechach, a wcześniej była najkrótszą w Czechosłowacji (w kategorii miast najkrótszą nazwą dysponuje Aš).